# МГ-601
Серия 1-МГ-601 (или просто МГ-601) — семейство панельно-каркасных домов, которые строились в Москве с 1965 по 1975 год. 

## Общая информация о серии 1-МГ-601
Название расшифровывается как «Первая московская городская», а цифра «601» указывает на шаг несущих конструкций. Разработчиком серии является МНИИТЭП (Московский научно-исследовательский и проектный институт типологии и экспериментального проектирования).

### Ключевые характеристики серии 1-МГ-601
- Конструкция: Панельно-каркасная. В отличие от чисто панельных домов, здесь сначала возводился каркас из колонн и ригелей, который затем «обшивался» наружными стенами из керамзитобетонных блоков.
- Этажность: От 14 до 24 этажей, но наиболее распространены 16- и 17-этажные версии.
- Внешний вид: Чаще всего дома облицованы мелкой квадратной плиткой серого или белого цвета.
- Планировка: Одно- или многоподъездные дома. Количество квартир на этаже варьируется от 3 до 8.
- Высота потолков: От 2,48 до 2,64 м.
- География: Дома этой серии строились только в Москве и Московской области.

### Основные модификации
- 1-МГ-601-Д: Отличается окнами в торцах дома, расположенными в один ряд.
- 1-МГ-601-Е: Улучшенная версия, в которой все комнаты изолированные.
- 1-МГ-601-Ж: Модификация с фасадом, выполненным «ступенькой», часто использовалась под гостиницы или общежития.
- 1-МГ-601-441: Редкая версия с более просторными квартирами, строившаяся для сотрудников МИД.